# Alimentazione umana nel Paleolitico

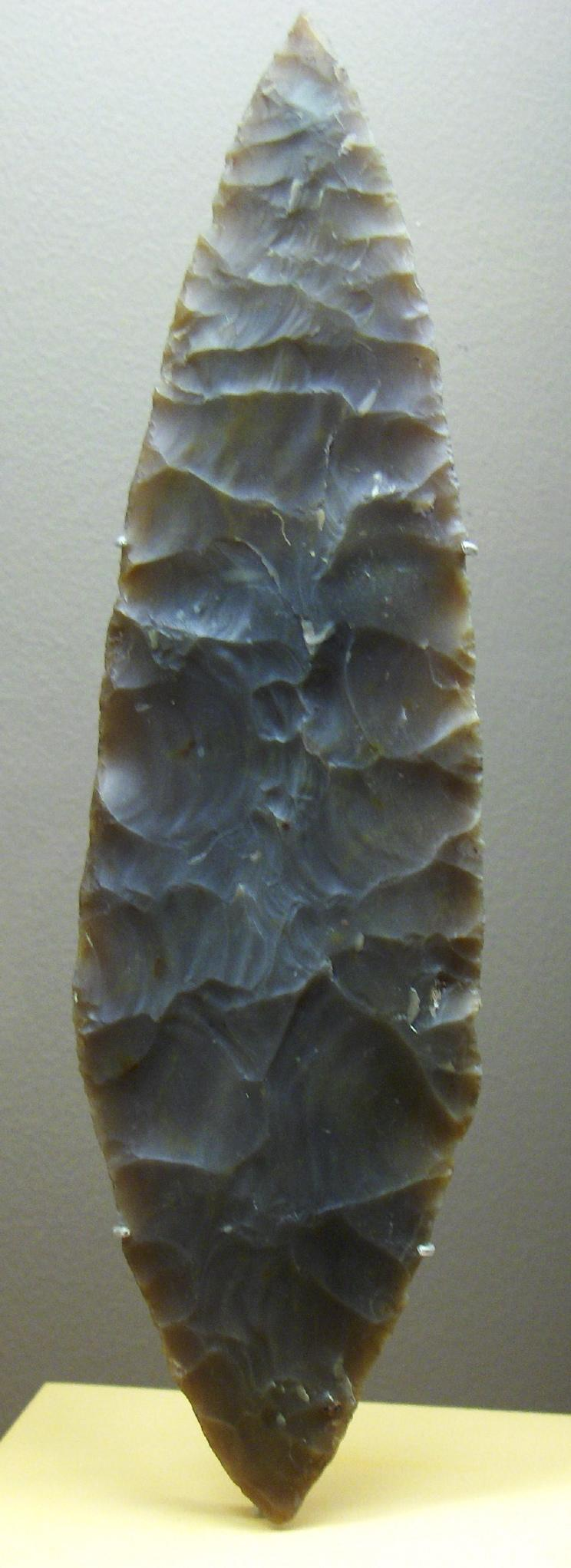
Una punta a "foglia di alloro", evoluto strumento di caccia in uso nel paleolitico superiore europeo (Solutreano)

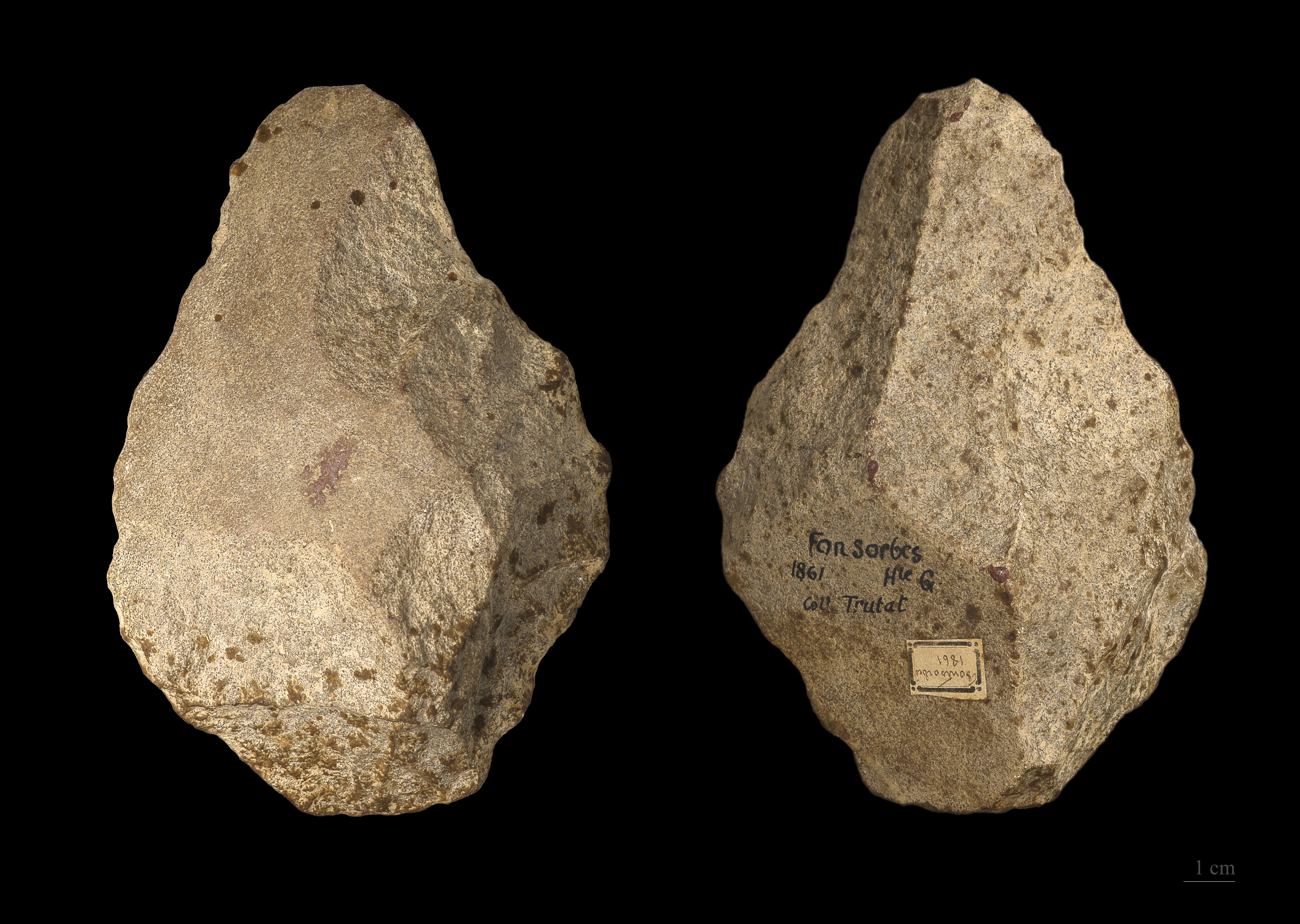
Un chopper, strumento di macellazione in uso nel paleolitico inferiore africano (Olduvaiano)

La dieta paleolitica, chiamata anche paleodieta o dieta delle caverne, dal punto di vista delle scienze paleontologiche umane intende esaminare e documentare la dieta umana nel corso dell'evoluzione delle specie e nel corso dei cambiamenti geografici, paleoclimatici e comportamentali. La dieta paleolitica umana è un insieme di diversi regimi alimentari in quanto il Paleolitico, lunghissimo periodo di circa 2,5 milioni di anni, ha visto l'insorgere di moltissime diete, evidentemente legate ai documentati cambiamenti occorsi, applicate a un variegato insieme di specie, dagli australopitecini alle diverse specie di Homo, fino ad arrivare al sapiens.
Tra i cambiamenti si ricordano:
- variazioni climatiche, comprese le glaciazioni conosciute dalla scienza fin dalla metà del XIX secolo[1] e conseguente mutazione di fauna e flora disponibili per la nutrizione
- espansione di ominidi dalle zone di boschi tropicali a zone aride lungo le coste e su tutto il globo, dall'Europa all'Oceania[2]
- invenzione di attrezzi per la pesca e la caccia di piccoli animali[3]
- scoperta del fuoco[4] e delle arti culinarie per rendere i cibi più digeribili
- invenzione di attrezzi per la pesca e la caccia di grossi animali (circa 50 000 anni fa)

L'uomo come onnivoro è riuscito a sopravvivere, a crescere come specie e a colonizzare anche le zone più aride.
Grazie al lavoro di archeologi e paleoantropologi si conosce parecchio riguardo all'alimentazione dei nostri precursori e antenati. I dati sono rilevati in gran parte dall'analisi di feci fossilizzate e dall'analisi delle ossa e permettono di determinare abbastanza fedelmente il periodo e la composizione alimentare adoperata. Queste ricerche sono completate e puntualizzate da ricerche antropo-trofologiche che studiano le abitudini alimentari degli indigeni.
Si nota una grande variazione di dieta che va dall'alimentazione esclusivamente animale (inuit, masai) ad un'alimentazione "mista" (indigeni australiani, tribù tropicali, ...).

## Premessa
Sebbene attrezzi litici di tecnologia olduvaiana, utilizzabili per ottenere cibo da fonti animali si possano ascrivere addirittura alla specie Australopithecus garhi, a partire almeno da Homo erectus la linea evolutiva umana può, con variegate differenze, considerarsi potenzialmente onnivora, in grado di consumare una grande varietà di materiali vegetali e animali.
Durante il paleolitico l'Homo sapiens impiegava caccia,pesca e raccolta quali fonti primarie di cibo, alternando ai vegetali spontanei (frutti, semi, radici, tuberi, funghi) le proteine animali (carne, pesce, insetti, molluschi, crostacei). Si è provato che gli umani abbiano usato il fuoco sin dal tempo della predominanza dalla specie Homo erectus, che del fuoco faceva documentato uso, probabilmente anche per preparare e cucinare cibo prima di consumarlo.
L'uso del fuoco è diventato comunque documentatamente regolare nelle specie H.sapiens e H.neanderthalensis. Si ipotizza, su basi scientifiche, che un motore evolutivo per H.erectus, il primo ominide documentatamente in grado di cuocere i cibi sia stato costituito dal ricavare, con la cottura, più calorie dalla dieta, diminuire le ore dedicate all'alimentazione superando le limitazioni metaboliche che negli altri primati non hanno permesso un'encefalizzazione e uno sviluppo neuronale legato alle dimensioni del cervello in proporzione alle dimensioni corporee. Questo, unito ad un crescente consumo di proteine animali, documentatamente ascritto alla separazione Homo-Australopithecus, o H.habilis-H.erectus avrebbe costituito un potente impulso evolutivo.

## Raccolta di alimentari paleolitici

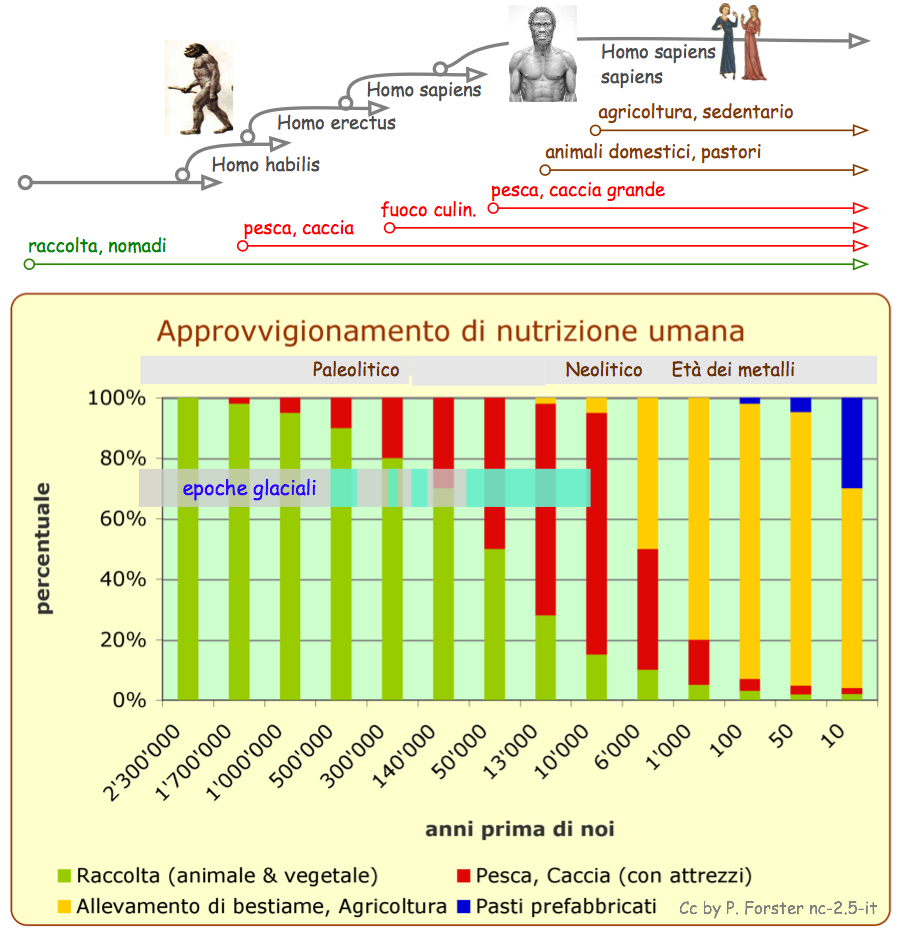
Un'ipotesi di approvvigionamento da diverse fonti nella nutrizione ominide

La raccolta dei nostri precursori era quindi vegetale e animale.
Da circa 2,3 milioni di anni fino a 300 000 anni fa, i nostri precursori e antenati dovevano nutrirsi di cibi prevalentemente crudi o perché non avevano ancora scoperto il fuoco, o perché l'uso era occasionale. Quest'epoca viene recentemente retrodatata in base ai recenti ritrovamenti
Pochi prodotti vegetali erano allora adatti per la nutrizione umana, visto che cellulosa e lignine come principali elementi costruttivi di piante non sono elaborabili dalla digestione umana e alcune piante per la loro sopravvivenza producono "antinutritivi" per difendersi da predatori animali.
Dai vegetali erano quindi disponibili per la nutrizione umana prevalentemente:
- frutta e bacche per coprire il fabbisogno in glucidi e acqua
- semi e nocispeci per coprire il fabbisogno in lipidi e proteine
- funghi consumati crudi.

Il resto consisteva occasionalmente in prodotti animali facilmente reperibili (artropodi e altri piccoli animali) senza attrezzi e armi. Fino all'avvento delle armi da caccia si trattava prevalentemente di:
- bruchi, vermi, lumache e altri molluschi, chiocciole, insetti, crostacei, raramente uova e miele
- di carogne cacciate da altre bestie, e dei loro organi interni, il cervello e il midollo osseo (visto che la carne cruda era difficilmente masticabile e digeribile).

La raccolta cambiò parecchio con l'uso del fuoco per la preparazione dei cibi:
- si sfruttarono meglio le fasce muscolari arrostite di carogne e piccoli animali
- dopo la scoperta dei recipienti e della cottura si sfruttarono una parte della diffusissima famiglia delle leguminacee, certi bulbi e funghi

Di seguito si svilupparono le arti culinarie per rendere digeribile e facilitare la digestione umana di molti prodotti animali e vegetali.
Nonostante la scoperta di armi da caccia e pesca primitiva (circa 1.7 milioni di anni fa), e di caccia e pesca grossa (circa 50 000 anni fa), la raccolta selvatica rimase un'importantissima fonte alimentare fino al neolitico (circa 10.000 anni fa), dove con la nascita dell'agricoltura e conseguentemente di una vita stanziale, la fecero diventare marginale. Sotto forma di forte tradizione, fino ai nostri giorni è rimasta la raccolta di funghi commestibili, frutti selvatici ed erbe spontanee, ingredienti che caratterizzano ad esempio molte ricette locali italiane.

## Influenza
Nell'era contemporanea viene propagata e divulgata una "dieta paleolitica" (o paleodieta) che suggerisce di nutrirsi come i nostri precursori e antenati ma la paleodieta non è un metodo accettato dalla comunità scientifica, in quanto classifica il sistema dietetico ingiustificato, non equilibrato, scarsamente applicabile e potenzialmente nocivo (per eccesso di proteine, eccesso di grassi, eccesso di colesterolo, tendenza alla chetosi, carenza di fibre e di carboidrati complessi) in quanto esclude dal regime dietetico latte e derivati, cereali e derivati, legumi e derivati, integratori alimentari, additivi, sale e un consumo ridotto di frutta, miele, crostacei e molluschi rimpiazzandoli con un maggior consumo di uova, carni, bacche, noci e ortaggi